# Nelly Mukazayire
 (avril 2023).
La mise en forme du texte ne suit pas les recommandations de Wikipédia : il faut le « wikifier ».
Les points d'amélioration suivants sont les cas les plus fréquents :
- Les titres sont pré-formatés par le logiciel. Ils ne sont ni en capitales, ni en gras.
- Le texte ne doit pas être écrit en capitales (les noms de famille non plus), ni en gras, ni en italique, ni en « petit »…
- Le gras n'est utilisé que pour surligner le titre de l'article dans l'introduction, une seule fois.
- L'italique est rarement utilisé : mots en langue étrangère, titres d'œuvres, noms de bateaux, etc.
- Les citations ne sont pas en italique mais en corps de texte normal. Elles sont entourées par des guillemets français : « et ».
- Les listes à puces sont à éviter, des paragraphes rédigés étant largement préférés. Les tableaux sont à réserver à la présentation de données structurées (résultats, etc.).
- Les appels de note de bas de page (petits chiffres en exposant, introduits par l'outil «  Source ») sont à placer entre la fin de phrase et le point final[comme ça].
- Les liens internes (vers d'autres articles de Wikipédia) sont à choisir avec parcimonie. Créez des liens vers des articles approfondissant le sujet. Les termes génériques sans rapport avec le sujet sont à éviter, ainsi que les répétitions de liens vers un même terme.
- Les liens externes sont à placer uniquement dans une section « Liens externes », à la fin de l'article. Ces liens sont à choisir avec parcimonie suivant les règles définies. Si un lien sert de source à l'article, son insertion dans le texte est à faire par les notes de bas de page.
- La présentation des références doit suivre les conventions bibliographiques. Il est recommandé d'utiliser les modèles {{Ouvrage}}, {{Chapitre}}, {{Article}}, {{Lien web}} et/ou {{Bibliographie}}. Le mode d'édition visuel peut mettre en forme automatiquement les références.
- Insérer une infobox (cadre d'informations à droite) n'est pas obligatoire pour parachever la mise en page.

Pour une aide détaillée, merci de consulter Aide:Wikification.
Si vous pensez que ces points ont été résolus, vous pouvez retirer ce bandeau et améliorer la mise en forme d'un autre article.
 (juin 2024).
Nelly Mukazayire est une économiste et administratrice publique rwandaise, qui est la directrice générale de Rwanda Convention center, une division du Rwanda Development Board.
Avant cela, elle a occupé le poste de chef de cabinet adjoint au bureau de président du Rwanda et avant cela, elle était conseillère principale du chef de cabinet au bureau du président. Avant d'arriver au bureau du président, elle a été chercheuse en politique au département économie du cabinet de Premier ministre.

## Première vie et éducation
Nelly Mukazayire est née sur les parents Rwandais en 1982. Elle a fréquenté les écoles locales pour ses études primaires et secondaires. Elle a étudié à l'obtention d'un baccalauréat en sciences en économie internationale.
Elle est également une titulaire d'une maîtrise art en gestion des politiques économiques . Une source crédible affirme que le diplôme de maîtrise a été obtenu à l'Université de Makerere, en Uganda voisin. Autre source fiable indique que le diplôme de maîtrise a été décerné par une université aux États-Unis 

## Carrière
Pendant la majeure partie de sa carrière, Mukazayire a travaillé comme fonctionnaire dans le gouvernement post- génocide des Tutsi au Rwanda dirigé par Paul Kagame . Lors d'un remaniement ministériel en octobre 2018, elle a été nommée PDG du Rwanda Convention Bureau, un département gouvernemental. Dans sa poste actuel, elle a le rang de ministre d'État et relève directement de Clare Akamanzi, directrice exécutive et PDG du Rwanda Development Board, un poste au niveau du cabinet.
Son unité est chargée de mettre en œuvre la politique de développement d'élargissement de politique Meetings, incentive, Conference and Exhibitions,MICE du gouvernement Rwanda. Cette section du secteur du tourisme était responsable de 15 pour cent des revenus de tourisme, s'élevant à 42 millions de dollars américains en 2017, et devrait atteindre 74 millions de dollars américains en 2018.

## Famille
Nelly Mukazayire est mariée.

## Autres considérations
Mukazayire avait 12 ans en 1994 lorsque le génocide Rwanda a eu lieu. La mère de Nelly a été condamnée à une peine de prison à vie pour avoir participé au génocide, par un tribunal Gacaca,. Dans des témoignages à plusieurs reprises, Nelly utilise sa expérience personnelle pour démontrer comment le gouvernement Rwanda actuel ne rejette pas la responsabilité sur progéniture et les autres membres de la famille des auteurs du génocide. Aussi bénéficient d'avantages accessibles à tous les citoyens Rwanda,,.

## Voir également
- Cabinet du Rwanda

## Photos et schémas
- Photo de Nelly Mukazayire sur Newtimes.co.rw